# Sphinga platyloba
Sphinga platyloba är en ärtväxtart som först beskrevs av Dc., och fick sitt nu gällande namn av Rupert Charles Barneby och James Walter Grimes. Sphinga platyloba ingår i släktet Sphinga och familjen ärtväxter. Inga underarter finns listade i Catalogue of Life.